# رشته‌کوه پیندوس
پیندوس (یونانی: Πίνδος) یک رشته‌کوه در شمال یونان و جنوب آلبانی است.این رشته‌کوه از نزدیکی اپیروس شمالی در جنوب آلبانی تا شمال پلوپونز کشیده شده‌است و بلندترین قله آن اسمولیکاس است.
از نظر تاریخی، نام پیندوس به قلمرو کوهستانی اشاره دارد که منطقه بزرگ اپیروس را از مناطق مقدونیه و تسالی جدا می کند.